# Jardin Rachmaninov
Le jardin Rachmaninov est un espace vert du 18e arrondissement de Paris. 

## Situation et accès

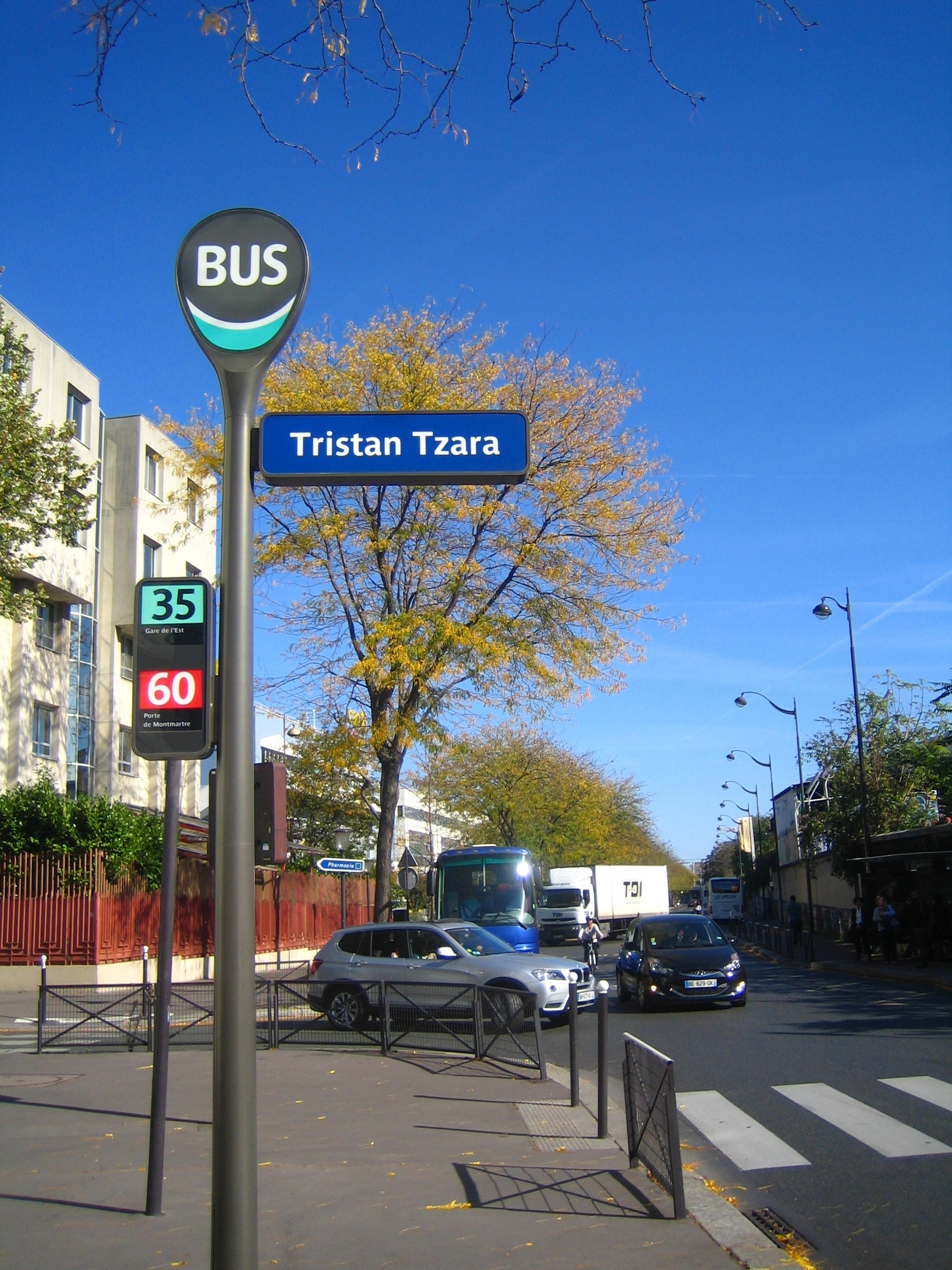
Accès à la rue Tristan-Tzara.

Le square est entouré de la rue Tristan-Tzara, de la rue de la Croix-Moreau, et de la rue Tchaïkovski.
Il est desservi par la ligne 12 aux stations Marx Dormoy et Porte de la Chapelle situées rue de l'Évangile  au niveau du no 35 où débute la rue Tristan-Tzara.

## Origine du nom
Il rend hommage à Serge Rachmaninoff (1873-1943), un compositeur, pianiste et chef d'orchestre russe, naturalisé américain.

## Historique
Le jardin de 5 400 m2 date de 1991. Il a été dessiné par la paysagiste Kathryn Gustafson et est planté d'essences diverses. On trouve notamment des copalmes, des micocouliers, des charmes, des chênes pyramidaux, des tulipiers ou des paulownias.
Il s'y trouve un bassin central d’où part un ruisseau entouré de gradins.
La création a lieu dans le cadre de la ZAC Évangile (zone d'aménagement concerté du quartier de la rue de l'Évangile).